# Alberto Ferreira Chong
Alberto Ferreira Chong est un homme politique santoméen. Il est ministre des Affaires étrangères en 1994.